# 카피라이터
카피라이터(Copywriter)는 상품이나 기업을 홍보하기 위해 신문, 잡지, 포스터 등에 그래픽 광고, TV CM, 라디오 CM, 웹 사이트와 배너 광고 등에 사용하는 문구(캐치프레이즈)를 쓰는 것을 직업으로 하는 사람을 말한다.

## 같이 보기
- 광고